# Chaetocnema philippina
Chaetocnema philippina (лат.) — вид жуков-листоедов рода Chaetocnema трибы земляные блошки из подсемейства козявок (Galerucinae, Chrysomelidae).

## Распространение
Встречаются в Юго-восточной Азии (Малайзия, Филиппины).

## Описание
Длина 2,40—3,00 мм, ширина 1,45—1,70 мм. От близких видов (Chaetocnema sumatrana, Chaetocnema montivaga, Chaetocnema wallacei) отличается комбинацией следующих признаков: крупными размерами, формой эдеагуса и переднеспинки (соотношение ширины к длине 1,65—1,75). Усики достигают середины надкрылий. Переднеспинка и надкрылья голубоватые, с металлическим блеском. Фронтолатеральная борозда присутствует. Антенномеры усиков желтовато-коричневые, задние бёдра темнокоричневые. Голова гипогнатная (ротовые органы направлены вниз). Надкрылья покрыты несколькими рядами (6—8) многочисленных мелких точек — пунктур. Бока надкрылий выпуклые. Второй и третий вентриты слиты. Средние и задние голени с выемкой на наружной стороне перед вершиной. Переднеспинка без базальной бороздки. Вид был впервые описан в 1996 году российским энтомологом Львом Никандровичем Медведевым по материалам из Филиппин, а его валидный статус был подтверждён в ходе ревизии, проведённой в 2019 году в ходе ревизии ориентальной фауны рода Chaetocnema, которую провели энтомологи Александр Константинов (Systematic Entomology Laboratory, USDA, c/o Smithsonian Institution, National Museum of Natural History, Вашингтон, США) и его коллеги из Китая (Ruan Y., Yang X., Zhang M.) и Индии (Prathapan K. D.).